# Simulium saliceti
Simulium saliceti är en tvåvingeart som först beskrevs av Rubtsov 1971.  Simulium saliceti ingår i släktet Simulium och familjen knott. Inga underarter finns listade i Catalogue of Life.